# Wallace (cráter)
Wallace está formado por los restos de un cráter de impacto lunar que ha sido inundado por la lava. Se encuentra en la parte sureste del Mare Imbrium, al noreste del cráter Eratosthenes.
|  |

El borde del cráter forma un contorno ligeramente poligonal, y se abre al sureste. El suelo es plano y está desprovisto de características relevantes, aunque se halla dentro del área del sistema de marcas radiales de Copernicus, situado al suroeste. El borde asciende a una altitud de 0.4 km sobre el mar lunar.

## Cráteres satélite

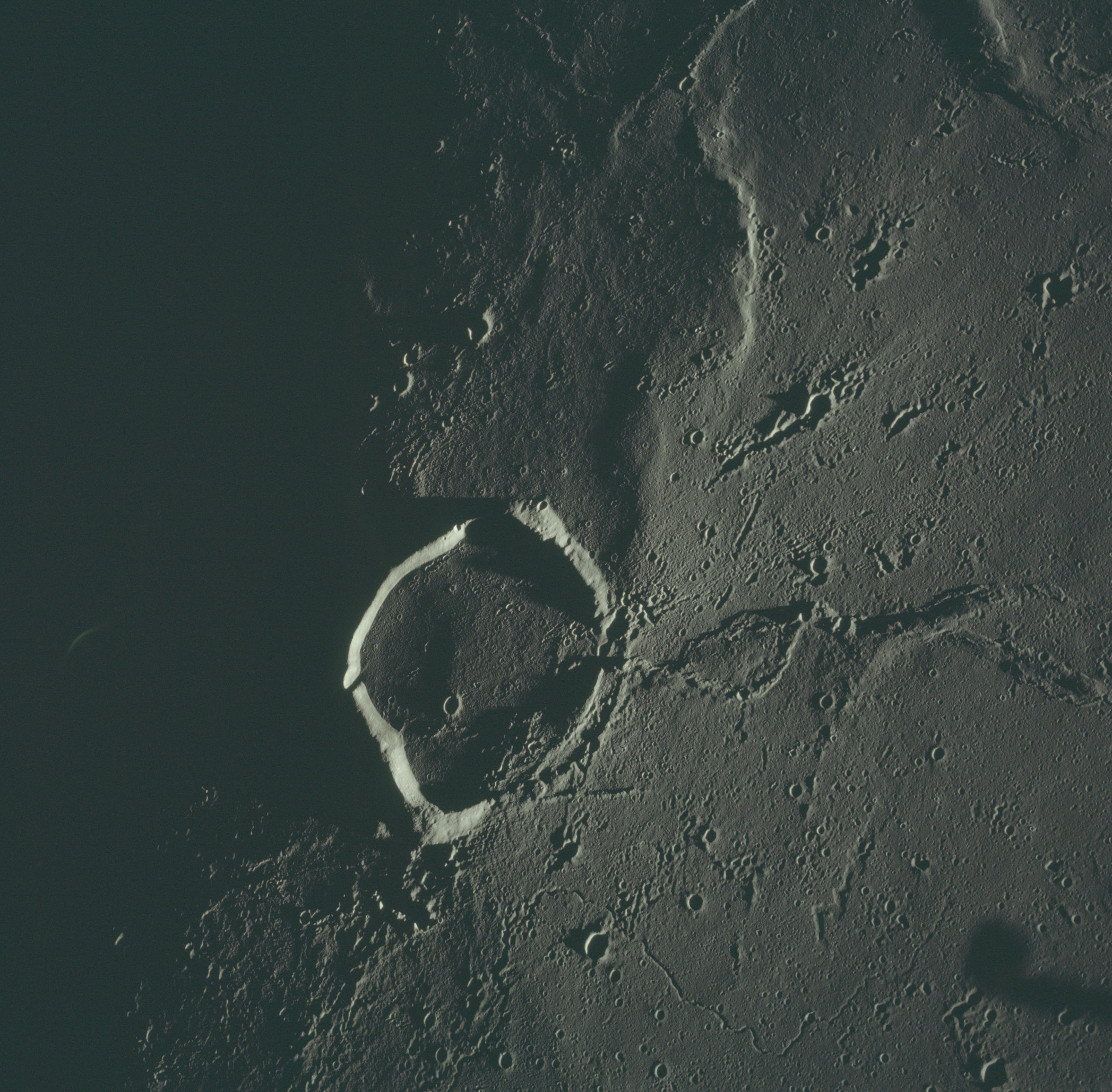
Wallace al paso del terminador (imagen del Apolo 17)

Por convención estos elementos son identificados en los mapas lunares poniendo la letra en el lado del punto medio del cráter que está más cercano a Wallace.
|         | \| Wallace \| Coordenadas \| Diámetro \| \| ------- \| --------------------------- \| -------- \| \| A \| 19°12′N 5°36′O / 19.2, -5.6 \| 4 km \| \| C \| 17°36′N 6°24′O / 17.6, -6.4 \| 5 km \| \| D \| 17°54′N 5°42′O / 17.9, -5.7 \| 4 km \| \| H \| 21°18′N 9°06′O / 21.3, -9.1 \| 2 km \| \| K \| 19°18′N 6°48′O / 19.3, -6.8 \| 3 km \| \| T \| 21°54′N 5°06′O / 21.9, -5.1 \| 2 km \| |          |
| Wallace | Coordenadas | Diámetro |
| A       | 19°12′N 5°36′O / 19.2, -5.6 | 4 km     |
| C       | 17°36′N 6°24′O / 17.6, -6.4 | 5 km     |
| D       | 17°54′N 5°42′O / 17.9, -5.7 | 4 km     |
| H       | 21°18′N 9°06′O / 21.3, -9.1 | 2 km     |
| K       | 19°18′N 6°48′O / 19.3, -6.8 | 3 km     |
| T       | 21°54′N 5°06′O / 21.9, -5.1 | 2 km     |

El siguiente cráter ha sido renombrado por la UAI:
- Wallace B - Véase Huxley (cráter).